# 浅見牧夫
浅見 牧夫（あさみ まきお）は、日本の裁判官。東京簡易裁判所判事。

## 人物
後述の窃盗冤罪疑惑事件で、検察の証拠に安易に頼らず自らの職権をもって現場検証を行なった上、被告人の名誉回復にまで配慮した異例の判決を下し、冤罪関連の雑誌から高い評価を得た。

## 経歴
- 2005年- 東京簡易裁判所判事
- 2006年 - 武蔵野簡易裁判所判事
- 2006年 - 八丈島簡易裁判所判事
- 2010年 ‐東京簡易裁判所判事（民事第2室1係）
- 2012年 ‐旭川簡易裁判所判事（刑事4係）

## 主な担当事件
- 特急あずさ窃盗事件（一審東京簡裁　2005年10月18日）

地方公務員の男性が特急あずさ内で女性のバッグから財布を盗んだとされる事件で、警察の杜撰な捜査手法を批判し、被告人の男性を無罪とする判決を下した。
「捜査機関においては、直ちに利害関係のない新たな目撃者を確保する、早期に現場検証を行う、その場合には本件車両内まで行うことはもちろんのこと、被害者の記憶が鮮明なうちに在中品が再現されたトートバッグを使用するなど、より適切な捜査手法が望まれるのであって、本件のように未成年の被害者側だけに重きを置いた捜査手法については、長年にわたって公務に貢献し、しかもその半ば公務途上に逮捕され長期にわたって勾留された被告人のその余りにも無念すぎる心情を察するとき、未だ疑問なしとはしないのである」（判決文より抜粋）